# 米勒氏魮脂鯉
米勒氏魮脂鯉，為輻鰭魚綱脂鯉目脂鯉亞目脂鯉科的其中一個種，為熱帶淡水魚，分布於南美洲Motagua河流域，體長可達2.9公分，棲息在底中層水域，生活習性不明。

## 扩展阅读
- 維基物種上的相關：米勒氏魮脂鯉